# Centropus milo
El cucal milo (Centropus milo) es una especie de ave cuculiforme de la familia Cuculidae endémica de las islas Salomón.

## Descripción
El cucal milo es un cuculiforme de tamaño considerable, de entre 60 y 68 cm de longitud total, con alas cortas y larga cola. El plumaje de los adultos es de un patrón característico, con la cabeza, cuello y cuerpo de color blanquecino anteado, que contrasta con el color negro brillante de las alas y la cola. Su pico es robusto, ligeramente curvado hacia abajo y de color gris oscuro, como las patas. Su iris es rojo. La coloración de los juveniles es muy diferente, predominando en su plumaje los tonos castaños, con las alas y cola listadas en castaño y crema; y su cabeza, cuello y pecho de color marrón intensamente veteados en crema, siendo su vientre anteado. El iris de los juveniles es pardo grisáceo y su pico es pardo por encima y más claro en la parte de abajo.

## Distribución
El cucal milo ocupa las islas centrales más meridionales del archipiélago de las islas Salomón, encontrándose en las selvas húmedas tanto en los bosques primarios como en los secundarios.